# Route départementale 909 (Savoie et Haute-Savoie)
Pour les articles homonymes, voir Route départementale 909.
La route départementale 909 est une route départementale française qui relie le chef-lieu de la préfecture de Haute-Savoie, Annecy, jusqu'à Flumet, en Savoie.
Cette route départementale est connue pour les paysages touristiques (cascades, chutes d'eau, points de vue, villages, etc.) et les lieux de fabrications de produits artisanaux (comme le reblochon, produit des alpages) qu'elle longe et traverse tout au long de son parcours. La Départementale 909 est la principale route du massif des Aravis, qu'elle traverse du nord au sud.

## Communes traversées
du Nord au Sud
- Annecy
- Menthon-Saint-Bernard
- Thônes
- Les Villards-sur-Thônes
- Saint-Jean-de-Sixt
- La Clusaz

Col des Aravis (1 486 m)
- La Giettaz
- Flumet

## La RD 909 et les Grandes-Alpes
La Route Départementale 909 est sur le tracé (La Clusaz-Flumet) de la Route des Grandes Alpes

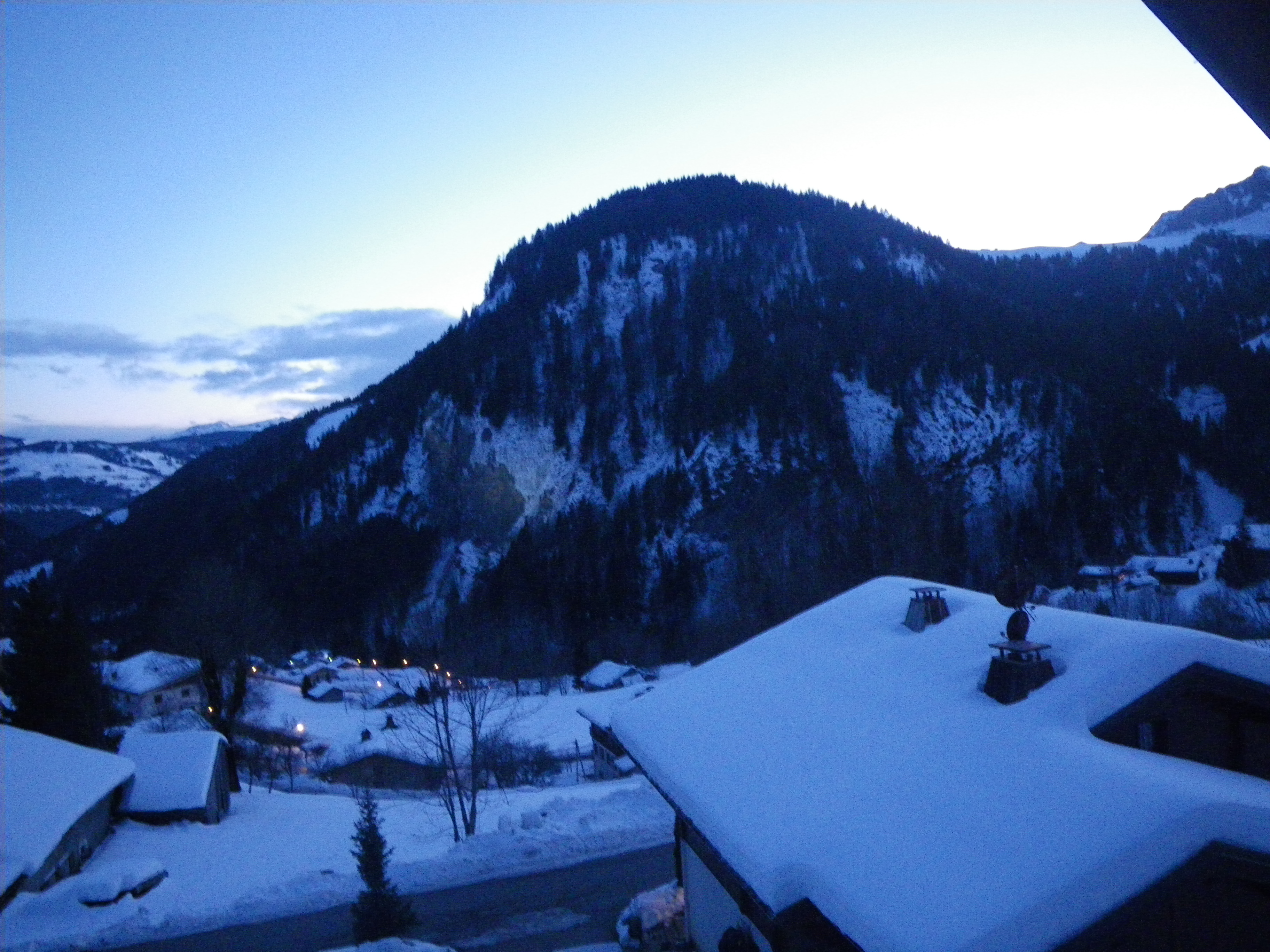
Le village de La Giettaz à la nuit tombante/La D909